# پاپ سرجیوس اول
پاپ سرجیوس اول (به انگلیسی: Sergius I) (ح. 650 – ۸ سپتامبر ۷۰۱) یکی از پاپ‌های کلیسای کاتولیک رم بود که در سیسیل به دنیا آمد و از ۶۸۷ تا ۷۰۱ میلادی پاپ بود.
او از ۱۵ دسامبر ۶۸۷ تا زمان مرگش در ۸ سپتامبر ۷۰۱ اسقف رم بود و توسط کلیسای کاتولیک روم به عنوان یک قدیس مورد احترام است. او در زمانی انتخاب شد که دو رقیب، پاسکال و تئودور، درگیر اختلاف بر سر اینکه کدام یک از آنها باید پاپ شود، بودند. مقام پاپی او تحت تأثیر پاسخ او به شورای کوینیسکس قرار گرفت، که او قاطعانه از پذیرش قوانین آن خودداری کرد. در نتیجه، امپراتور ژوستینین دوم دستور دستگیری سرجیوس را داد، اما مردم روم و شبه‌نظامیان ایتالیاییِ اسقف راونا از اجازه دادن به اسقف برای آوردن سرجیوس به قسطنطنیه خودداری کردند.

## اوایل زندگی[۱]
سرجیوس اول از یک خانواده سوری اهل انطاکیه بود که در پالرمو در سیسیل ساکن شده بودند. سرجیوس سیسیل را ترک کرد و در زمان پاپی آدئوداتوس دوم به رم رسید. او احتمالاً به دلیل حملات خلافت به سیسیل در اواسط قرن هفتم، در میان روحانیون سیسیلی متعدد در رم بوده است. پاپ لئو دوم در ۲۷ ژوئن ۶۸۳ او را به عنوان کاردینال-کشیش سانتا سوزانا منصوب کرد و او در صفوف روحانیون ترقی کرد. او تا زمانی که برای پاپ شدن انتخاب شد، کاردینال-کشیش سانتا سوزانا باقی ماند.

## انتخابات[۱]
پاپ کونون در ۲۱ سپتامبر ۶۸۷ پس از یک بیماری طولانی و سلطنت کمتر از یک سال درگذشت. شماس اعظم او، پاسکال، پیش از این با رشوه دادن به ژان دوم پلاتین، رئیس راونا، سعی در به دست آوردن مقام پاپی کرده بود. گروه بزرگتری می‌خواستند تئودور، کشیش اعظم، پاپ شود. دو گروه وارد نبرد مسلحانه شدند و هر کدام بخشی از کاخ لاتران، که محل اقامت پاپ بود، را در اختیار داشتند. برای شکستن بن‌بست، گروهی از مقامات مدنی، افسران ارتش، روحانیون و سایر شهروندان در کاخ امپراتوری پالاتین گرد هم آمدند، سرجیوس را انتخاب کردند و سپس به لاتران حمله کردند و دو نامزد رقیب را مجبور به پذیرش سرجیوس کردند.
اگرچه پاسکال وانمود می‌کرد که سرجیوس را پذیرفته است، اما فرستادگانی را به پلاتین فرستاد و در ازای حمایت نظامی، مبلغ زیادی طلا وعده داد. رئیس کلیسا رسید و تشخیص داد که سرجیوس به طور منظم انتخاب شده است، اما به هر حال طلاها را مطالبه کرد. پس از تقدیس سرگیوس در ۱۵ دسامبر ۶۸۷، پلاتین آنجا را ترک کرد. پاسکال به دسیسه‌چینی‌های خود ادامه داد و سرانجام به اتهام جادوگری در صومعه‌ای محبوس شد. تقدیس سرجیوس به آخرین دوره خالی بودن مقام پاپی بیزانس که مورد مناقشه بود، پایان داد.

## پاپی[۱]
در ۱۰ آوریل ۶۸۹، سرجیوس، پادشاه کادوالا از وسکس را در رم غسل تعمید داد. او همچنین ویلیبرورد (Willibrord) را به عنوان اسقف فریسیان منصوب کرد. پس از اینکه برهتوالد (Berhtwald) توسط اسقف اعظم گادوین لیون به عنوان اسقف اعظم کانتربری منصوب شد، به رم سفر کرد و از پاپ سرجیوس پالیوم دریافت کرد. سرجیوس در پایان دادن به جدایی سه فصل با آکویلیای قدیمی در سال ۶۹۸ فعال بود. او دیاکونیای سانتا ماریا را در ویا لاتا در ویا دل کورسو تأسیس کرد که شامل یک محله شهری بود که در قرن هشتم توسعه یافت. او همچنین کلیسای شرقی سانتی کوسماس و دامیان را "مرمت و تزئین" کرد.
سرجیوس اول در شورای کوینیسکس در سال ۶۹۲ که با حضور ۲۲۶ یا ۲۲۷ اسقف، عمدتاً از پاتریارک قسطنطنیه، برگزار شد، شرکت نکرد. شرکت باسیل گورتینا در کرت، متعلق به پاتریارک روم، در شرق به عنوان نماینده روم و حتی به معنای تأیید روم تلقی شده است، اما او در واقع نماینده پاپ نبود. سرجیوس قوانین شورا را نامعتبر دانست و اعلام کرد که «ترجیح می‌دهد بمیرد تا اینکه به بدعت‌های نادرست رضایت دهد». اگرچه او تابع وفادار امپراتوری بود، اما «اسیر آن در امور مذهبی» نمی‌شد. نویسندگانی مانند اندرو جی. اکونومو (Andrew J. Ekonomou) در مورد اینکه سرجیوس به ویژه کدام قوانین را قابل اعتراض می‌دانست، گمانه‌زنی کرده‌اند. اکونومو، تکفیر پاپ هونوریوس اول و اعلام قسطنطنیه به عنوان کشوری با امتیازات برابر اما از نظر افتخار دوم پس از روم را رد می‌کند. همه پاپ‌ها از زمان لئو کبیر، بیست و هشتمین قانون کلیسایی شورای کالسدون را که بر اساس ملاحظات سیاسی سعی در ارتقای جایگاه کلیسایی پاتریارک قسطنطنیه به برابری با روم قدیم داشت، قاطعانه رد کرده بودند. اکونومو به جای آن، تصویب تمام ۸۵ قانون کلیسایی توسط شورای کوینیسکس را ذکر می‌کند که سرجیوس تنها از ۵۰ قانون اول آن حمایت می‌کرد.
بسیاری از مقرراتی که شورای کوینیسکس تصویب کرد، با هدف یکسان‌سازی رویه‌های موجود کلیسا در مورد رعایت آیین‌ها و انضباط روحانیت بود. این شورا که تحت نظارت بیزانس و با یک روحانیت منحصراً شرقی برگزار می‌شد، آداب و رسوم کلیسای قسطنطنیه را به عنوان رویه ارتدکس در نظر گرفت. رویه‌هایی در کلیسا در غرب که توجه پاتریارکات‌های شرقی را به خود جلب کرده بود، محکوم شدند، مانند: رسم برگزاری مراسم عشای ربانی در روزهای هفته در ایام روزه (به جای داشتن مراسم از پیش تقدیس شده)؛ روزه گرفتن در روزهای شنبه در طول سال؛ حذف "آللویا" در ایام روزه؛ به تصویر کشیدن مسیح به شکل بره. در اقدامی که با توجه به ممنوعیت شورا از به تصویر کشیدن مسیح به شکل بره، از نظر نمادین مهم بود، سرگیوس شعار "بره خدا، تو گناهان جهان را از بین می‌بری، به ما رحم کن" را در مراسم شکستن قربانی مقدس در طول مراسم عشای ربانی وارد مراسم کرد و موزاییک نمای آسیب دیده در دهلیز کلیسای سنت پیتر را که پرستش بره را به تصویر می‌کشید، ترمیم کرد.[4] در این دوره، سرود آگنوس دی (Agnus Dei) به زبان‌های یونانی و لاتین، همانند سایر تغییرات آیینی سرجیوس، خوانده می‌شد. اختلافات بزرگتری در مورد نگرش‌های شرقی و غربی نسبت به تجرد کشیشان و شماسان آشکار شد، به طوری که شورا حق مردان متأهل برای کشیش شدن را تأیید کرد و برای هر کسی که سعی در جدا کردن یک روحانی از همسرش داشت یا برای هر روحانی که همسرش را رها می‌کرد، تکفیر را تجویز کرد.
امپراتور ژوستینیان دوم که از این موضوع خشمگین شده بود، مأمور خود، که او نیز سرجیوس نام داشت، را برای دستگیری اسقف جان پورتوس، نماینده ارشد پاپ در شورای سوم قسطنطنیه، و بونیفاس، مشاور پاپ، اعزام کرد. این دو مقام عالی‌رتبه به عنوان هشداری برای پاپ به قسطنطنیه آورده شدند. در نهایت، ژوستینیان دستور دستگیری و ربودن سرجیوس را توسط محافظ بدنام و خشن خود، زاخاریاس، صادر کرد. با این حال، شبه‌نظامیان حاکم راونا و دوک‌نشین پنتاپولیس این تلاش را خنثی کردند. زاخاریاس در تلاش برای دستگیری سرجیوس تقریباً جان خود را از دست داد. سرجیوس به جای سوءاستفاده از احساسات ضد بیزانسی، تمام تلاش خود را برای سرکوب قیام انجام داد.

## مرگ[۱]
سرجیوس در ۸ سپتامبر ۷۰۱ درگذشت. ژان ششم جانشین او شد.